# Quận Craven, North Carolina
Quận Craven là một quận nằm ở tiểu bang Bắc Carolina. Dân số năm 2006 là 94.875 người, Quận lỵ đóng ở New Bern6.

## Địa lý
Theo Cục điều tra dân số Hoa Kỳ, quận có tổng diện tích 774 dặm Anh vuông (2.005 km²), trong đó, 708 dặm Anh vuông (1.835 km²) là diện tích đất và 66 dặm Anh vuông (170 km²) trong tổng diện tích (8,49%) là diện tích mặt nước.

### Các quận giáp ranh
- Quận Beaufort (đông bắc)
- Quận Pamlico (đông)
- Quận Carteret (đông nam)
- Quận Jones (tây nam)
- Quận Lenoir (tây)
- Quận Pitt (tây bắc)

### Các khu bảo tồn quốc gia
- Quận Croatan National Forest (một phần)

## Thông tin nhân khẩu
Theo cuộc điều tra dân số2 tiến hành năm 2000, quận này có dân số 91.436 người, 34.582 hộ, và 25,071 gia đình sinh sống trong quận này. Mật độ dân số là 129 người trên mỗi dặm Anh vuông (50/km²). Đã có 38.150 đơn vị nhà ở với một mật độ bình quân là 54 trên mỗi dặm Anh vuông (21/km²).  Cơ cấu chủng tộc của dân cư sinh sống tại quận này gồm 69,94% người da trắng, 25,12% người da đen hoặc người Mỹ gốc Phi, 0,42% người thổ dân châu Mỹ, 0,99% người gốc châu Á, 0,06% người các đảo Thái Bình Dương, 1,78% từ các chủng tộc khác, và 1,68% từ hai hay nhiều chủng tộc.  4,02% dân số là người Hispanic hoặc người Latin thuộc bất cứ chủng tộc nào.
Có 34,582 hộ trong đó có 33,30% có con cái dưới tuổi 18 sống chung với họ, 56,80% là những cặp kết hôn sinh sống với nhau, 12,50% có một chủ hộ là nữ không có chồng sống cùng, và 27,50% là không gia đình. 23,40% trong tất cả các hộ gồm các cá nhân và 8,90% có người sinh sống một mình và có độ tuổi 65 tuổi hay già hơn.  Quy mô trung bình của hộ là 2,50 còn quy mô trung bình của gia đình là 2,93,
Phân bố độ tuổi của cư dân sinh sống trong huyện là 24,60% dưới độ tuổi 18, 12,80% từ 18 đến 24, 27,90% từ 25 đến 44, 21,20% từ 45 đến 64, và 13,40% người có độ tuổi 65 tuổi hay già hơn.  Độ tuổi trung bình là 34 tuổi. Cứ mỗi 100 nữ giới thì có 101,90 nam giới. Cứ mỗi 100 nữ giới có độ tuổi 18 và lớn hơn thì, có 101,50 nam giới.
Thu nhập bình quân của một hộ ở quận này là $35.966, và thu nhập bình quân của một gia đình ở quận này là $42.574, Nam giới có thu nhập bình quân $28.163 so với mức thu nhập $21.412 đối với nữ giới. Thu nhập bình quân đầu người của quận là $18.423, Khoảng 9,90% gia đình và 13,10% dân số sống dưới ngưỡng nghèo, bao gồm 18,50% những người có độ tuổi 18 và 11,00% là những người 65 tuổi hoặc già hơn.